# Сатторов, Талабхуджа Сатторович

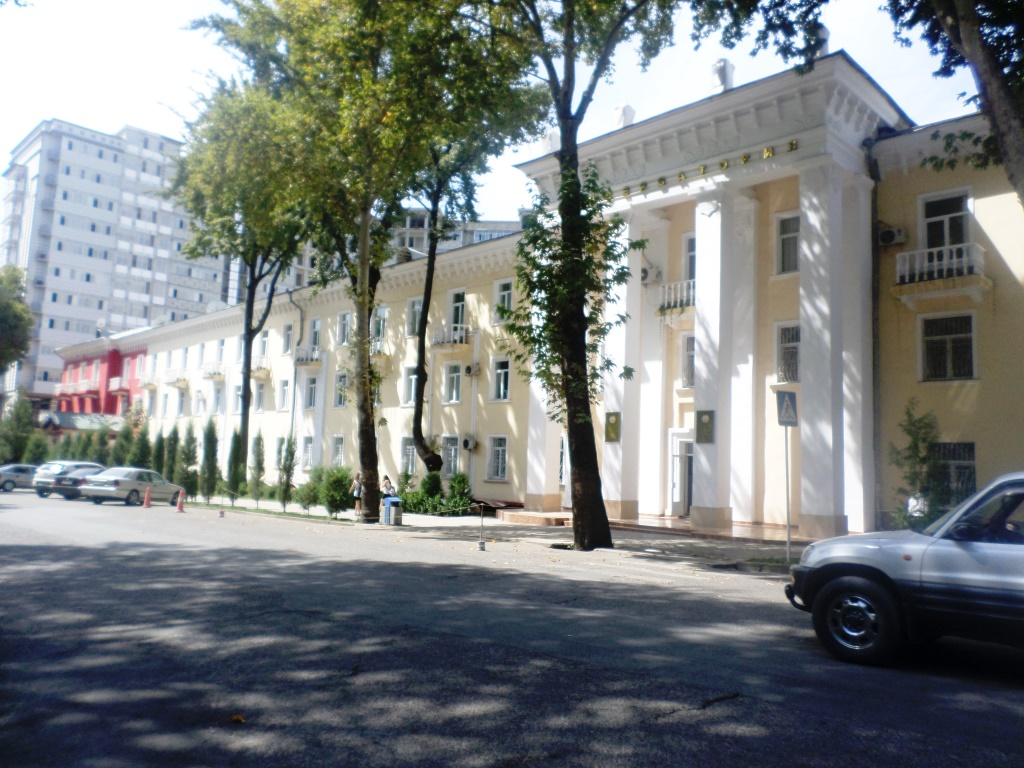
Национальная консерватория имени Т. Сатторова

Талабхуджа Сатторович Сатторов (тадж. Талабхӯҷа Сатторов, тадж. Талабшоҳи Саттор; 12 октября 1953 — 10 апреля 2007) — таджикский композитор, председатель Союза композиторов Таджикистана (1998—2007), заслуженный деятель искусств Таджикистана (1996). Лауреат премии имени Борбада в области музыки.

## Биография
Родился в кишлаке Гулзор, расположенном в Кулябской области Таджикской ССР. В детстве научился играть на традиционных инструментах: гайчаке, таджикском рубобе (родственнен ребабу) и таре. Окончил школу в 1970 году, после окончания школы работал музыкантом в местном театре. В 1973 году поступил на архитектурный факультет; однако, отучившись год, поступил в Душанбинское музыкальное училище на вокальное отделение. Спустя год, перешёл на отделение композиции, которое окончил с отличием; учился у Дамира Дустмухамедова. После окончания колледжа учился в Московской консерватории имени Чайковского по классу композиции у Сергея Баласаняна и Михаила Чулаки (1975—1983).
В 1983—1984 году работал редактором в управлении искусств Министерства культуры Таджикистана, после чего поступил в ассистентуру-стажировку при Московской консерватории (1986). Завершив обучение, Сатторов работал на телевидении, в Музыкальном обществе Таджикистана, государственной филармонии. С 1989 года преподавал в Таджикском государственном институте искусств на факультете таджикской музыки, а с 1995 года занимал должность проректора по учебной работе. Почётный профессор Киргизской национальной консерватории (1995). В 1998 году избран председателем Союза композиторов Таджикистана. С февраля 2003 года работал ректором в Институте искусств, с сентября того же года — ректором открывшейся благодаря его активному участию Национальной консерватории Таджикистана.
Творческая деятельность Сатторова включала как инструментальные жанры (симфоническая, камерно-инструментальная, хоровая музыка, опера, обработки народных песен и так далее), так и музыку к театральным и кинопостановкам. В работах, посвящённых вечным этическим проблемам, часто видно влияние традиционной музыки Таджикистана. Среди его произведений — опера «Рустам и Сухроб» по сюжету Фирдоуси (1999), цикл «Газели» на слова средневековых поэтов Хафиза Ширази и Насафи Сайидо, кантата «Самои бахт» (2001), песня «Ишки ман», концерт для басового рубоба (1991), «Поэма-фантазия» для скрипки с оркестром (тадж. Достони руъёхо).
Скончался 10 апреля 2007 года, похоронен на кладбище «Лучоб» в Душанбе.
Национальной консерватории Таджикистана присвоено имя Сатторова.